# 秋川農業協同組合
秋川農業協同組合（あきがわのうぎょうきょうどうくみあい、略称JAあきがわ、秋川農協）は、東京都あきる野市に本店を置く農業協同組合。あきる野市、日の出町、檜原村を営業区域としている。檜原村では村の指定金融機関とされている。

## 店舗
- 本店
  - 本店営業部
  - 住宅ローンセンター
- 多西支店
- 東秋留支店
- 日の出支店
- 増戸支店
- 五日市支店
- 檜原支店

- 秋川経済センター「マイム」
- 営農支援センター
- 秋川ファーマーズセンター
- 五日市ファーマーズセンター・五日市経済センター「あいな」
- 日の出経済センター「ぐりむ」・日の出町ふれあい農産物直売所

- 燃料センター（ＪＡあきがわエネルギー株式会社（子会社））
- 葬祭センター（委託業務）